# Il castello in aria
Il castello in aria (Castle in the Air) è un romanzo fantasy del 1990 scritto dalla britannica Diana Wynne Jones.
Il libro (composto da 21 capitoli) è il secondo di una trilogia che comprende Il castello errante di Howl (1986) e La casa per Ognidove (2008). La storia narrata è basata su alcune novelle presenti nella celebre raccolta di racconti orientali Le mille e una notte, e include alcuni personaggi de Il castello errante di Howl in ruoli di supporto.

## Trama
La storia è ambientata nel regno di Rajput nel più profondo Sud della terra d'Ingary, nel paese dei Sultani di Rashpuht. Abdullah è un giovane mercante di tappeti che conduce una vita alquanto modesta nella città di Zanzib e che si ritrova spesso a sognare ad occhi aperti immaginando di sposare una bellissima principessa. Un giorno uno straniero gli vende un tappeto magico, con il quale il giovane viaggia durante la notte per poi risvegliarsi in un giardino incantato ove incontra la fanciulla dei suoi sogni, Fior-della-Notte. Costei è la figlia del Sultano di Zanzib, vissuta fino al quel momento rinchiusa tra le mura del palazzo, a causa di una profezia fatta alla sua nascita. I due approfondiscono la loro conoscenza notte dopo notte ed innamorandosi decidono di scappare per potersi sposare. Ma proprio durante la fuga d'amore la ragazza viene rapita in volo da un Djinn ed Abdullah si ritrova in catene nelle prigioni del Sultano accusato della sua scomparsa.
Grazie al tappeto magico, Abdullah riesce a fuggire attraverso il deserto, dove s'imbatte in un gruppo di banditi capitanati dal perfido Kabul Aqba. I banditi sono in possesso di un'ampolla sigillata, al cui interno scopre celarsi un genio che può esaudire un solo desiderio al giorno. Durante la notte Abdullah riesce a fuggire portando con sé la bottiglia con il genio, ma non il tappeto magico, per cui è costretto a proseguire la fuga a piedi nel deserto inseguito sia dai mercenari del Sultano che dagli sgherri di Kabul Aqba. Il genio è impossibilitato a portare il giovane ovunque si trovi Fior-della-Notte in quanto si trova nel dominio dei Djinn, il regno degli spiriti; lo conduce però dalla persona più vicina che possa aiutarlo a trovarla, ed è così che l'innamorato viene trasportato nei regni del nord, nel Paese di Ingary, dove fa la conoscenza di un soldato di Strangia. Il militare è reduce dalla recente sconfitta contro il Re di Ingary, che grazie ai due grandi maghi di corte, è riuscito facilmente ad avere la meglio ed a conquistare il regno, mettendovi sul trono suo fratello Justin.
I due proseguono insieme il cammino in direzione di Kingsbury, dove sperano d'incontrare i maghi del Re ed ottenere informazioni sulla creatura magica che ha rapito la principessa. Ai due si unisce presto un'altra coppia di creature magiche, una gatta nera in grado di ingrandirsi fino alle dimensioni di una pantera ed il suo cucciolo. Il militare s'affeziona immediatamente ai due animali battezzandoli Mezzanotte e Peste. Grazie alle sue raffinate doti oratorie ed i suoi modi ampollosi e fioriti, Abdullah riesce spesso a contrattare col genio un anticipo sul desiderio del giorno successivo, riuscendo a salvarsi dalle peggiori situazioni all'ultimo momento, ma capisce ben presto che il genio ha una natura ambigua, fa sempre in modo che ogni desiderio porti con sé confusione e problemi. Utilizzando un desiderio, il giovane di Zanzib chiede di riavere il tappeto magico, ma questi viene restituito con a bordo un ospite, il bandito Kabul Aqba, che si scopre essere Hasruel, il potente Djinn che aveva rapito la bella Fior-della-Notte. La creatura racconta di far parte delle schiere dei Djinn del bene, ma è tenuto sotto scacco dal fratello minore Dalzel, un mezzo demone gracile ma di natura malvagia. Costui ha trovato e nascosto l'essenza vitale di Hasruel, costringendolo ad obbedirgli o morire. Il desiderio di Dalzel è infatti sposare tutte le principesse del mondo, e a tal scopo ha ordinato ad Hasruel di rapirle tutte e di rubare un certo Castello Errante di proprietà di un certo mago ove confinare le sue future spose.
Hasruel si trova ora nei pressi di Kingsbury proprio per rapire la piccola principessa Valeria, figlia del Re di Ingary, ed i due viaggiatori s'affrettano a raggiungere la città per avvertire il sovrano. Qui Abdullah, seguito da Mezzanotte, si reca a casa del mago Suliman, lasciando il soldato e Peste alla locanda insieme al tappeto magico ed al genio. Ad accoglierlo Lettie, la giovane moglie del mago, che immediatamente riconosce nella gatta la sorella Sophie recentemente scomparsa. Il mago Suliman libera Sophie dall'incantesimo e si scopre che è stato proprio Howl a trasformarla per proteggerla e nasconderla agli occhi del Djinn, troppo potente anche per lui e Calcifer assieme. Da allora sia Howl, che Calcifer, che il Castello sono scomparsi e nessuno neanche il mago Suliman sono riusciti a localizzarli. Nel frattempo alla locanda, anche Peste ha ripreso il suo aspetto umano. Partorito da Sophie nella sua forma da gatta, Morgan era venuto al mondo come un micio nero dai grandi occhi blu. Al loro arrivo, però, il neonato è scomparso insieme al soldato ed il genio.
Al tappeto magico viene chiesto di trasportare Abdullah e Sophie nel luogo in cui il militare ha portato il piccolo, e così volando sempre più in alto i due arrivano nel Castello nel Cielo, che altro non è che il Castello di Howl trasformato ed ingrandito. Qui incontrano tutte le principesse rapite, comprese Valeria e Fior-della-Notte, ed elaborano un piano per fuggire. Guidati da Abdullah e giocando d'astuzia trovano il nascondiglio dove Dalzel ha nascosto l'essenza vitale del fratello, arrivando a liberarlo. Con un desiderio Fior-della-Notte libera anche il genio, che si rivela essere il mago Howl, imprigionato nella bottiglia proprio dal potente Djinn. Sophie può finalmente riabbracciare l'amato marito e mettergli tra le braccia il piccolo Morgan. Hasruel esilia il fratello su un'isola incantata e scompare con la sua schiera di angeli. A seguito di ciò tutti i suoi incantesimi si spezzano: il tappeto volante torna ad essere il demone Calcifer, che riporta il castello a terra e alle sue reali dimensioni. Il soldato di Strangia, anche lui vittima di un incantesimo spezzato, si rivela essere lo scomparso principe Justin e prende in moglie la principessa Beatrice di Strangia da lui conosciuta nel castello. Anche Abdullah sposa Fior-della-Notte; il giorno del loro matrimonio nasce la figlia di Lettie e del mago Suliman.

## Personaggi
Abdullah
è il protagonista della storia. Figlio di un mercante di tappeti, alla sua morte eredita solo il denaro sufficiente per acquistare un modesto emporio. Il resto del patrimonio familiare, compresa la grande bottega di tappeti, viene lasciato ai parenti della prima moglie dell'anziano genitore. Questo perché una profezia fatta alla sua nascita diceva: "Questo tuo figlio non seguirà la tua professione, due anni dopo la tua morte, mentre egli sarà ancora un ragazzo, verrà innalzato su tutti gli abitanti di questa contrada". Per lo stesso motivo i suoi parenti lo assillano nell'attesa che si compia la profezia, che loro credono consista nel ricevere una grande fortuna.
Fior-della-Notte
figlia del Sultano di Zanzib è una giovane tanto bella quanto brillante. Anche la sua nascita è accompagnata da una profezia secondo la quale ella avrebbe sposato il primo uomo che avesse visto. Per questa ragione il padre la fa crescere in totale isolamento dal mondo, con l'intento di darla in sposa ad un potente sovrano del nord con cui realizzare un'alleanza. Anche se ha poca esperienza delle cose del mondo, è molto erudita e intelligente.
Jamal
amico di Abdullah e suo vicino all'emporio di Zanzib, gestisce una friggitoria di pesce. Jamal ha un occhio solo e possiede un cane che odia tutti gli uomini tranne Abdullah ed il suo padrone. A seguito di un desiderio espresso al genio da Abdullah, l'uomo si ritrova a lavorare come cuoco presso il Castello in Aria. Al termine della storia lui ed il suo cane troveranno lavoro ed ospitalità nel regno di una delle principesse rapite.
Genio
entità scorbutica e maliziosa costretta ad esaudire un desiderio al giorno. Tuttavia nel farlo, la sua natura disonesta lo porta a creare più confusione e danni possibili. Si rivela essere il mago Howl imprigionato all'interno della bottiglia dal potente Djinn Hasruel, come punizione per aver prestato la sua magia a scopi bellici e di conquista. Una volta liberato capisce il suo errore e si ricongiunge alla famiglia.
Tappeto magico
viene venduto dallo stesso Djinn Hasruel sotto mentite spoglie al mercante Abdullah, per garantirsi una possibilità di fermare Dalzel. Al contrario del genio è molto lusingato dalle adulazioni con cui Abdullah si rivolge a lui. Nelle sue trame é imprigionato il demone del fuoco Calcifer, liberato da Howl alla fine della storia.
Soldato di Strangia
uomo di mezza età con una lunga coda di capelli grigi ed occhi azzurri, alterna momenti di grande valore ad altri di disonestà. É un reduce della guerra di Ingary contro Strangia e affianca Abdullah nel cammino verso Kingsbury, nella speranza di trarne qualche guadagno. Si affeziona dal primo momento sia a Mezzanotte che a Peste, rifiutando di abbandonarli nei momenti di pericolo e minacciando chiunque osi intimorirli. In realtà si tratta del principe Justin - fratello del Re di Ingary - vittima anche lui di un incantesimo del Djinn Hasruel. Ritornato se stesso, ed imparato ad essere un uomo migliore, conquista l'affetto della principessa Beatrice di Strangia e si sposano.
Hasruel
è lo straniero che all'inizio della storia vende il tappeto magico ad Abdullah ed anche il bandito Kabul Aqba da lui incontrato durante la fuga nel deserto. Egli è un potente Djinn delle forze del Bene, una creatura enorme con orecchie a punta, muso adunco e grandi ali nere, a comando di duecento angeli dei cerchi inferiori. Sua madre Dazrah ebbe Dalzel, il suo malvagio fratello, da un Djinn maligno. I Djinn possono morire solo se una piccola parte di loro viene distrutta, per questo motivo questa piccola porzione viene rimossa e nascosta. Dalzel, di natura malvagia, scopre il suo nascondiglio e lo costringe ad obbedirgli o morire. Una volta recuperata la sua essenza vitale, tuttavia, non si ricongiunge alla schiera dei Djinn del Bene, perché capisce che agire con cattiveria lo ha divertito e non se ne pente. Parte così con i suoi duecento angeli verso un altro mondo - ma Howl si premura che sia in direzione opposta da quello da cui lui proviene.
Dalzel
fratellastro di Hasruel, ha circa 19 anni. A parte le orecchie a punta ed i talloni rostrati, viene descritto bello come un angelo: molto alto, con riccioli biondi, labbra rosse e piene e piccole ali dorate. Convivendo in lui Bene e Male, come Djinn è considerato debole e gracile e nessuna Djinn femmina, né del Bene, né del Male, è disposta a diventare sua moglie. Quindi decide di sposare donne mortali, ma di stirpe reale ed ordina al fratello di rapire tutte le principesse del mondo per farle sue spose. Quando Hasruel rientra in possesso della sua essenza vitale, è costretto ad esiliarlo, ma amandolo molto lo manda in un palazzo su un'isola incantata, che si può trovare solo ogni cento anni. Abdullah, mosso a pietà, decide di farlo accompagnare dalle due grasse ragazze che i suoi parenti volevano costringerlo a sposare all'inizio della storia. Inaspettatamente Dalzel apprezza molto le due giovani, così come loro sono attratte dalla bellezza del Djinn.
Principessa Beatrice
donna di mezza età, dal fisico robusto, con il viso abbronzato per la vita condotta all'aria aperta ed uno sguardo intelligente e sensibile. Dopo la battaglia di Strangia, il Re di Ingary decide di darla in sposa a suo fratello Justin per consolidare il suo dominio, ma ella si rifiuta e scappa prima di essere trovata. A quel punto viene rapita da Hasruel. Tra tutte le principesse rapite è la più forte e tenace. Accetta di sposare il soldato di Strangia, quale ricompensa per il suo aiuto nel piano di fuga dal Castello. Tuttavia durante l'avventura i due trovano una sincera complicità, tanto che acconsente alle nozze anche quando egli si rivelerà essere il principe Justin.
Mezzanotte
gatta nera molto viziata dal soldato di Strangia, ma guardata con sospetto da Abdullah. É in grado di raggiungere le dimensioni di una pantera quando avverte un pericolo che possa minacciare il suo cucciolo. Si rivela essere Sophie Hatter, ora moglie del mago Howl. Rispetto al libro precedente la giovane donna ha una personalità molto più determinata e risoluta, spesso aggressiva. Lei ed Howl sono conosciuti per litigare "amorevolmente" in continuazione, ma sono molto felici così.
Peste
è il cucciolo di Mezzanotte, ovvero il primo figlio di Sophie ed Howl. 'E venuto al mondo come un gattino a causa della trasformazione della madre e come tale è molto coccolato dal soldato di Strangia che lo porta sempre dentro il suo cappello. Come micio è nero con gli occhi azzurri, per cui s'intuisce che Morgan abbia preso il colore naturale dei capelli del padre e gli occhi della madre.
Lettie Hatter
sorella minore di Sophie, la ritroviamo sposata con il mago Suliman ed in attesa del loro primo figlio. Non ama che la gente comune sappia dei suoi poteri magici, ma è la prima a riconosce in Mezzanotte sua sorella Sophie. Alla fine dell'avventura, il giorno del doppio matrimonio tra il principe Justin con la principessa Beatrice e di Abdullah con Fior-della-Notte, dà alla luce una bambina.
Principessa Valeria
apparsa piccolissima nel primo libro, la primogenita del Re di Ingary ha ora compiuto quattro anni e da poco avuto un fratellino. Prima di sparire, il mago Howl aveva rischiato parecchio per avvertire il Re del pericolo che Valeria correva, e l'aveva lasciata alla protezione del mago Suliman. Durante l'incantesimo per riportare Sophie alla forma umana, Hasruel approfitta della confusione per rapire Valeria e come conseguenza il mago Suliman venne quasi arrestato. Nel piano per sfuggire dal Castello, alla principessa viene chiesto di piangere e fare i capricci per quasi tutto il tempo, al punto che, dopo il suo ritorno, Valeria se ne stufa e non fa mai più capricci.

## Edizioni
- Diana Wynne Jones, Il castello in aria, traduzione di Daniela Ventura, Bologna, Kappalab, 2010, ISBN 9788874712366.
- Diana Wynne Jones, Il castello in aria, traduzione di Daniela Ventura, Bologna, Kappalab, 2013, ISBN 9788898002511.
- Diana Wynne Jones, Il castello errante di Howl. La trilogia, traduzione di Daniela Ventura e Francesca Guerra, Bologna, Kappalab, 2017, ISBN 978-88-98002-89-4.